# Вулиця Метлинського
Вулиця Метлинського — вулиця в Личаківському районі Львова, у місцевості Знесіння. Пролягає від вулиці Новознесенської до вулиці Алішера Навої.
Прилучаються вулиці Радехівська, Височана, Олійна та пішохідна стежка до вулиці Сушкевича.

## Історія та забудова
Вулиця виникла у складі селища Знесіння, не пізніше 1930 року отримала офіційну назву вулиця Крашевського, на честь польського поета і драматурга Юзефа Крашевського. У 1934 році перейменована на вулицю Гноїнського, на честь Міхала Гноїнського, президента Львова у 1880—1883 роках. Сучасну назву вулиця має з 1946 року, на честь українського поета Амвросія Метлинського.
Забудована переважно одно- та двоповерховими будинками 1930-х років у стилі конструктивізму, є і сучасні приватні садиби.